# Ozero Sekly
Ozero Sekly (ryska: Озеро Секлы) är en sjö i Belarus.   Den ligger i voblasten Vitsebsks voblast, i den norra delen av landet, 180 km norr om huvudstaden Minsk. Ozero Sekly ligger 139 meter över havet. Arean är 0,85 kvadratkilometer. Den sträcker sig 0,9 kilometer i nord-sydlig riktning, och 1,3 kilometer i öst-västlig riktning.
Trakten runt Ozero Sekly består till största delen av jordbruksmark. Runt Ozero Sekly är det glesbefolkat, med 17 invånare per kvadratkilometer.